# Fortaleza (álbum de Fagner)
Fortaleza é o vigésimo quarto álbum de estúdio gravado pelo cantor, compositor e instrumentista cearense Raimundo Fagner. O CD foi lançado pelo selo Som Livre em Maio de 2007 e teve a direção musical do guitarrista Cristiano Pinho.

## Faixas
1. "Amor e Utopia"
2. "Fortaleza"
3. "No Tempo dos Quintais"
4. "Colando a Boca no Teu Rosto"
5. "Esquina do Brasil"
6. "Fácil de Entender"
7. "Toque Sanfoneiro Toque"
8. "Difícil Acreditar"
9. "Maria Luiza" (sobre o poema de Luís da Câmara Cascudo)
10. "Preciso de Alguém"
11. "Maria do Futuro"
12. "Rancho das Flores"